# Walisische Badmintonmeisterschaft 1963
Die Walisische Badmintonmeisterschaft 1963 fand bereits vom 8. bis zum 9. Dezember 1962 in St. Athan statt. Es war die 12. Austragung der nationalen Titelkämpfe im Badminton in Wales.

## Titelträger
| Disziplin    | Sieger                          |
| ------------ | ------------------------------- |
| Herreneinzel | M. Anis                         |
| Dameneinzel  | Angela Davies                   |
| Herrendoppel | Peter Seaman Howard R. Jennings |
| Damendoppel  | Angela Davies H. H. Anderson    |
| Mixed        | Peter Seaman M. Withers         |